# Anemia multiplex
Anemia multiplex är en ormbunkeart som beskrevs av John T. Mickel. Anemia multiplex ingår i släktet Anemia och familjen Anemiaceae. Inga underarter finns listade.